# Плюсково (Бабынинский район)
Плюсково — деревня в Бабынинском районе Калужской области России. Входит в состав сельского поселения «Село Муромцево».

## География
Деревня находится в центральной части Калужской области, в зоне хвойно-широколиственных лесов, в пределах Мещовского ополья, на левом берегу реки Большой Березуй, на расстоянии примерно 8 км (по прямой) к северу от посёлка Бабынино, административного центра района. Абсолютная высота — 181 м над уровнем моря.
Климат
Климат населённого пункта характеризуется как умеренно континентальный, с чётко выраженными временами года. Среднегодовая многолетняя температура воздуха составляет 4 — 4,6 °С. Средняя температура самого холодного месяца (января) составляет −8,9 °C; самого тёплого (июля) — 17,8 °С. Среднегодовое количество атмосферных осадков составляет 650—730 мм. Продолжительность безморозного периода — около 149 суток.
Часовой пояс
Деревня Плюсково, как и вся Калужская область, находится в часовой зоне МСК (московское время). Смещение применяемого времени относительно UTC составляет +3:00.

## Население
| 2002 | 2010 |
| ---- | ---- |
| 5    | ↗6   |

Половой состав
По данным Всероссийской переписи населения 2010 года, в гендерной структуре населения мужчины составляли 50 %, женщины — соответственно также 50 %.
Национальный состав
Согласно результатам переписи 2002 года, в национальной структуре населения русские составляли 100 % из 5 чел.